# Komi can’t communicate
Komi can't communicate (jap. 古見さんは、コミュ症です Komi-san wa Comyushō desu) ist eine Mangaserie von Tomohito Oda, die von 2016 bis 2025 in Japan erschien. Das Werk ist in die Genres Shōnen, Comedy und Romantik einzuordnen und wurde in mehrere Sprachen übersetzt. Im Januar 2025 befanden sich über 16 Millionen Exemplare des Mangas im Umlauf.

## Inhalt
Nachdem es Hitohito Tadano (只野 仁人) als eher durchschnittlicher Jugendlicher an eine Elite-Oberschule geschafft hat, will er dort sein Bestes geben. Doch sein erster Eindruck bei seinen Mitschülern gelingt ihm nicht. Er wird neben die Klassenschönheit Shoko Komi (古見 硝子) gesetzt, was ihm den Neid der anderen einbringt. Doch schnell merkt Tadano, dass es Komi schwerfällt, mit anderen ins Gespräch zu kommen. Während seine Mitschüler das nur für höfliche Zurückhaltung halten, fragt Tadano nach. Tatsächlich hat Komi Probleme, mit anderen zu reden und Freunde zu finden. Tadano bietet sich ihr als ihr erster Freund an und will ihr helfen. Komis Traum ist es, noch an der Oberschule 100 Freunde zu finden. Doch das wird ihnen erschwert, da Tadano wegen seines engen Kontakts zu Komi nun von den anderen gemobbt wird. Er setzt daher Hoffnung in Najimi Osana (長名 なじみ), eine Freundschaft aus dem Kindergarten. Doch während Osana sich sonst mit jedem anfreunden kann, gelingt das nicht mit Komi. Osana kennt sie von früher, konnte sie sich damals schon nicht mit ihr anfreunden und lehnt daher jeden weiteren Kontakt mit Komi ab.
Auf Drängen Tadanos ist Osana letztendlich dazu bereit, mit Komi nach Hause zu gehen. Nachdem Komi dabei einen von Osana verstoßenen Liebhaber verscheucht (sie bekommt nur Bruchstücke heraus, die dieser als bedrohlich ansieht, obwohl sie ihn nur darauf hinweisen wollte, dass sein Schlüssel aus der Tasche gefallen ist), willigt Osana ein, sich mit Komi anzufreunden.

## Veröffentlichung
Die Serie erschien von Mai 2016 bis Januar 2025 im Magazin Shōnen Sunday beim Verlag Shogakukan. Der Verlag brachte die Kapitel auch gesammelt in insgesamt 37 Bänden heraus. Diese verkauften sich jeweils über 100.000 Mal. Im Januar 2025 befanden sich über 16 Millionen Exemplare des Mangas im Umlauf.
Eine deutsche Übersetzung erscheint seit Juli 2020 bei Tokyopop in bisher 30 Bänden (Stand August 2025). Auf Englisch wird der Manga von Viz Media herausgegeben.

## Anime-Fernsehserie
Im Mai 2021 wurde offiziell bekannt gegeben, dass sich eine Anime-Fernsehserie in Produktion befindet, die im Oktober gleichen Jahres im japanischen Fernsehen anlaufen soll. Die Serie entsteht im Animationsstudio OLM unter der Regie von Kazuki Kawagoe.
Eine zweite Staffel wurde im Dezember 2021 angekündigt. Sie wurde vom 7. April bis 23. Juni 2022 (in Japan noch der vorherige Fernsehtag) ausgestrahlt.

### Synchronisation
Die deutsche Fassung entsteht bei der VSI Synchron GmbH in Berlin unter der Regie von Klaus-Peter Grap nach einem Dialogbuch von Cindy Kepke und Christian Langhagen.
| Rolle            | japanischer Sprecher (Seiyū) | deutscher Synchronsprecher |
| ---------------- | ---------------------------- | -------------------------- |
| Shouko Komi      | Aoi Koga                     | Rieke Werner               |
| Hitohito Tadano  | Gakuto Kajiwara              | Christian Zeiger           |
| Najimi Osana     | Rie Murakawa                 | Friederike Walke           |
| Ren Yamai        | Rina Hidaka                  | Esra Vural                 |
| Omoharu Nakanaka | Dumi Okubo                   | Isabella Vinet             |
| Himiko Agari     | Yukiyo Fujii                 | Jennifer Weiß              |